# Donovan (Musiker)

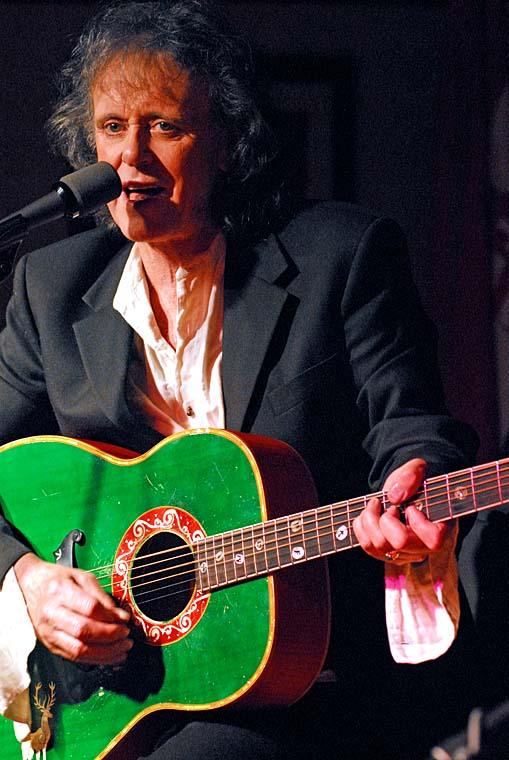
Donovan (2007)

Donovan Phillips Leitch (* 10. Mai 1946 in Glasgow) ist ein britischer Singer-Songwriter, Gitarrist und Komponist. Zu seinen bekanntesten Songs gehören Donna Donna, Catch the Wind, Universal Soldier, Colours (alle 1965), Sunshine Superman, Season of the Witch (1966), Mellow Yellow (1967), Jennifer Juniper, Hurdy Gurdy Man und Atlantis (alle 1968).

## Leben

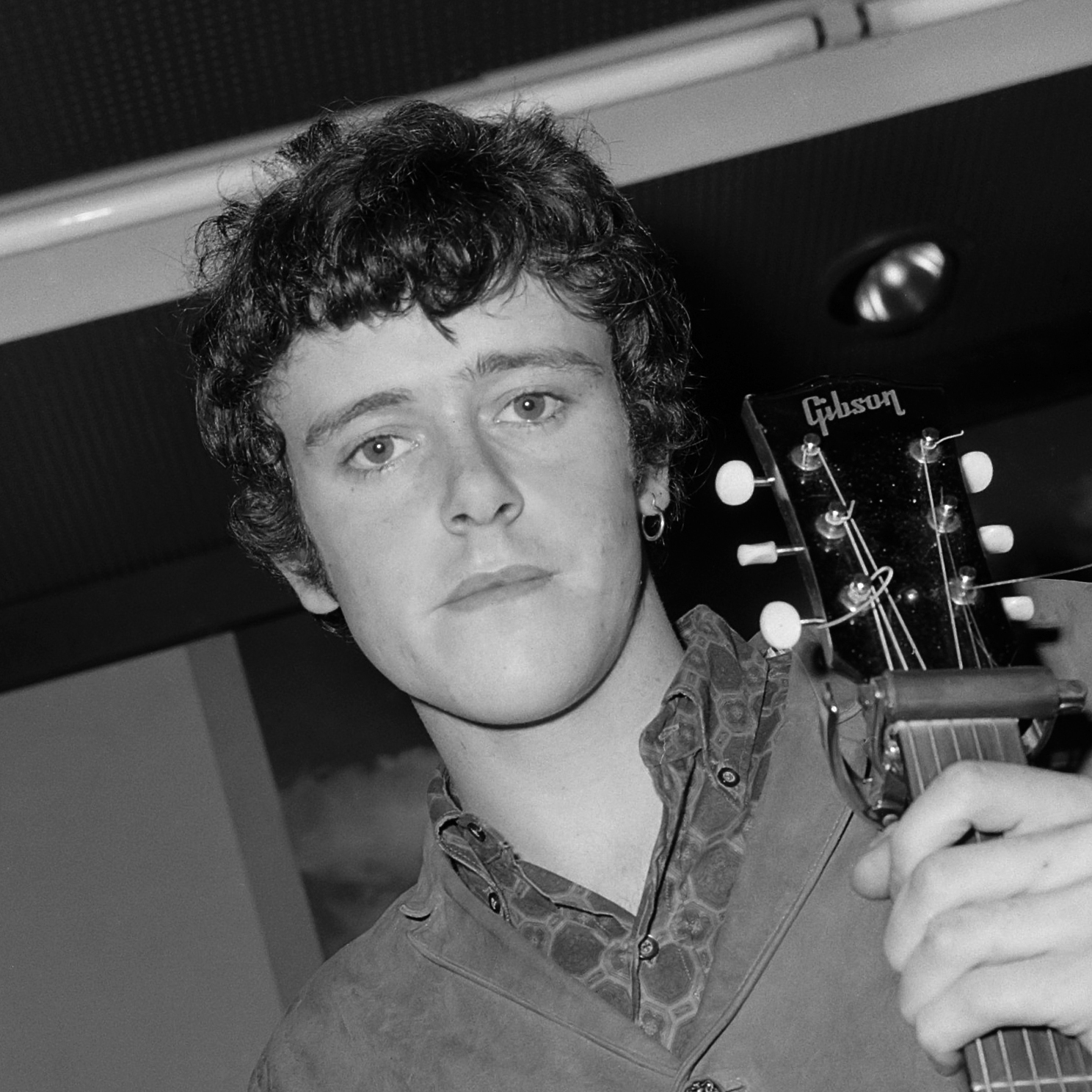
Donovan (1965)

Donovan wurde 1946 im schottischen Glasgow geboren. Seinen ersten Auftritt hatte er 1964 in der Fernsehshow Ready Steady Go. Seinen ersten Hit landete er 1965 mit der Folk-Ballade Catch the Wind; die Single erreichte den dritten Platz in den britischen Singlecharts. Weitere Erfolge aus dem Jahr 1965 brachten die Songs Colours und Turquoise sowie Universal Soldier, eine Coverversion des Originals der kanadischen Folk-Sängerin Buffy Sainte-Marie. In dieser Zeit war er einer der ersten Popstars, die wegen Drogenmissbrauchs verhaftet wurden. In der BBC-Dokumentation A Boy Called Donovan ist er Haschisch rauchend auf einer Feier zu sehen.
Beeinflusst von Bob Dylan und von der britischen Folk-Szene um Gitarristen wie Bert Jansch und John Renbourn, spielte Donovan zunächst fast ausschließlich akustischen Folk. 1966 erweiterte er seine musikalische Bandbreite, indem er in seine Eigenkompositionen Rock-Elemente einfließen ließ. Künstlerisches Ergebnis dieser Entwicklung sind Sunshine Superman, Mellow Yellow, Hey Gyp und Hurdy Gurdy Man. Bei verschiedenen Musikproduktionen Donovans wirkten Jimmy Page und John Paul Jones, zwei spätere Mitglieder der 1968 gegründeten Rockband Led Zeppelin, als Arrangeure und Studiomusiker mit. 1968 reiste Donovan zusammen mit der Band The Beatles nach Rishikesh in Indien, wo er an einem mehrwöchigen Meditationskurs des Gurus Maharishi Mahesh Yogi teilnahm. Im selben Jahr bemühte er sich auch, bei der Textfassung von I Will mitzuwirken. 1969 nahm er zusammen mit der Jeff Beck Group das Studioalbum Barabajagal auf und spielte im Jahr darauf auf dem Isle of Wight Festival.
Anschließend zog er sich immer weiter aus dem Musikbusiness zurück. Vor allem reduzierte er seine Konzerttournee-Tätigkeit. Er beendete seine Zusammenarbeit mit dem Musikproduzenten Mickie Most, wirkte bei der Gruppe Open Road mit und heiratete Linda Lawrence, eine ehemalige Freundin des Rolling-Stones-Gitarristen Brian Jones. 1971 spielte Donovan in dem Film The Pied Piper (Der Rattenfänger) eine Hauptrolle und komponierte die Filmmusik. 1972 komponierte und sang er den Soundtrack für die englische Filmversion von Bruder Sonne, Schwester Mond. 1973 folgte das Album Cosmic Wheels mit Chris Spedding und Cozy Powell. Im selben Jahr trat er mit John Denver in dessen Show auf und sang mit ihm zusammen das Lied Only the Blues. Auf dem Album Neutronica von 1980 thematisierte Donovan im Song Neutron die damals aktuelle Entwicklung der Neutronenbombe als „Immobilienbombe“, die Gebäude weitgehend unbeschädigt hinterließe, während Menschen verschwänden.
1985 beteiligte sich Donovan unter der Leitung von Eddie Hardin zusammen mit Tony Ashton, Maggie Bell und John Entwistle an der Vertonung des Kinderbuchs Der Wind in den Weiden, die 1991 in Freiburg im Breisgau aufgeführt wurde. 1996 veröffentlichte Donovan das von Rick Rubin produzierte Soloalbum Sutras. 2002 hatte Donovan einen Gastauftritt in der Episode Tief im Süden der Science-Fiction-Zeichentrickserie Futurama. 2003 erhielt er den Ehrendoktortitel Doctor of Letters der University of Hertfordshire. Nominiert wurde er unter anderem von Mac MacLeod, seinem alten Freund und Mentor. 2007 startete Donovan in Schottland die Planung einer von Maharishi inspirierten Universität: The Invincible Donovan University, in der Transzendentale Meditation (TM) Pflichtbestandteil ansonsten herkömmlicher Lehrpläne werden sollte. Unterstützt wurde er bei dem Projekt von Filmregisseur David Lynch.
2009 wurde er von der französischen Regierung mit dem Orden der Künste und der Literatur ausgezeichnet. 2011 wurde sein Stück Sunshine Superman Titellied des eBay-Werbespots Mein Ein für Alles. Donovan lebt heute mit seiner Frau Linda in Irland. Das Paar hat zwei Töchter. Aus der Beziehung Donovans mit dem Fotomodell Enid Karl stammen die Kinder Donovan Leitch (* 1968) und Ione Skye (* 1970).

## Rezeption
Der Song Atlantis war in den Filmen GoodFellas 1990 und The Girl Next Door 2004 zu hören. 2001 nahm Donovan ihn zusammen mit den No Angels für den Soundtrack des Films Atlantis – Das Geheimnis der verlorenen Stadt neu auf. Ebenfalls 2001 war das Stück Hurdy Gurdy Man Titelsong für den Film L.I.E. – Long Island Expressway, 2007 wurde derselbe Song als Titelfilmmusik des David-Fincher-Kinofilms Zodiac – Die Spur des Killers verwendet und begleitete Walter Bishops LSD-Trip 2010 in  Fringe Folge 9 der fünften Staffel. Hurdy Gurdy Man wurde 2018 auch zum Titelsong der ersten Staffel Serie Britannia. Season of the Witch wurde Titelsong der zweiten Staffel. Dieser Song wurde auch 1995 im Film To Die For verwendet.

## Soziales Engagement
Im April 2009 trat er beim Benefizkonzert Change Begins Within der David Lynch Foundation for Consciousness-Based Education and World Peace in der Radio City Music Hall in New York City an der Seite von Paul McCartney, Ringo Starr, Sheryl Crow, Ben Harper, Eddie Vedder und Moby auf. Mit den Konzerteinnahmen will die Stiftung sozial benachteiligten Kindern die Möglichkeit geben, Transzendentale Meditation zu erlernen.

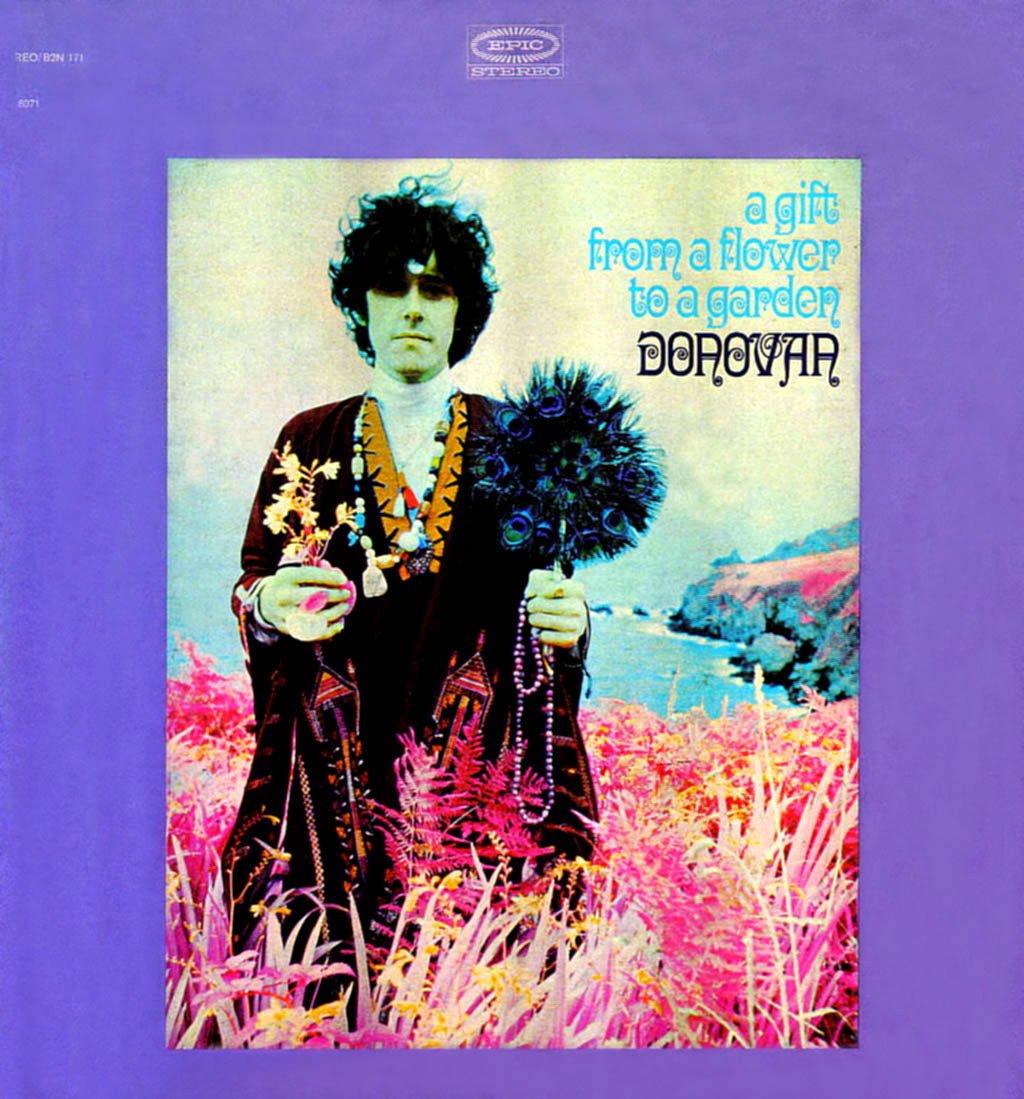
Donovan: A Gift From a Flower to a Garden, 1967. Cover-Foto von Karl Ferris

## Diskografie

### Studioalben
| Jahr | Titel                             | Höchstplatzierung, Gesamtwochen, AuszeichnungChartplatzierungen (Jahr, Titel, Platzierungen, Wochen, Auszeichnungen, Anmerkungen) | Höchstplatzierung, Gesamtwochen, AuszeichnungChartplatzierungen (Jahr, Titel, Platzierungen, Wochen, Auszeichnungen, Anmerkungen) | Höchstplatzierung, Gesamtwochen, AuszeichnungChartplatzierungen (Jahr, Titel, Platzierungen, Wochen, Auszeichnungen, Anmerkungen) | Anmerkungen                                                 |
| Jahr | Titel                             | DE | UK | US | Anmerkungen                                                 |
| ---- | --------------------------------- | --- | --- | --- | ----------------------------------------------------------- |
| 1965 | What’s Bin Did and What’s Bin Hid | DE33 (1 Wo.)DE | UK3 (16 Wo.)UK | US30 (23 Wo.)US | Erstveröffentlichung: 14. Mai 1965 US-Titel: Catch the Wind |
| 1965 | Fairytale                         | DE16 (4 Wo.)DE | UK20 (2 Wo.)UK | US85 (13 Wo.)US | Erstveröffentlichung: 22. Oktober 1965                      |
| 1966 | Sunshine Superman                 | — | UK25 (7 Wo.)UK | US11 (29 Wo.)US | Erstveröffentlichung: September 1966                        |
| 1967 | Mellow Yellow                     | — | — | US14 (21 Wo.)US | Erstveröffentlichung: 24. März 1967                         |
| 1967 | A Gift from a Flower to a Garden  | — | UK13 (14 Wo.)UK | US19 Gold · (22 Wo.)US | Erstveröffentlichung: 7. Dezember 1967 Verkäufe: + 500.000  |
| 1967 | Wear Your Love Like Heaven        | — | — | US60 (15 Wo.)US | Erstveröffentlichung: Dezember 1967                         |
| 1967 | For Little Ones                   | — | — | US185 (3 Wo.)US | Erstveröffentlichung: Dezember 1967                         |
| 1968 | The Hurdy Gurdy Man               | — | — | US20 (20 Wo.)US | Erstveröffentlichung: Oktober 1968                          |
| 1969 | Barabajagal                       | — | — | US23 (24 Wo.)US | Erstveröffentlichung: 11. August 1969                       |
| 1970 | Open Road                         | — | UK30 (4 Wo.)UK | US16 (19 Wo.)US | Erstveröffentlichung: Juli 1970                             |
| 1973 | Cosmic Wheels                     | — | UK15 (12 Wo.)UK | US25 (20 Wo.)US | Erstveröffentlichung: März 1973                             |
| 1973 | Essence to Essence                | — | — | US174 (5 Wo.)US | Erstveröffentlichung: Dezember 1973                         |
| 1974 | 7-Tease                           | — | — | US135 (6 Wo.)US | Erstveröffentlichung: November 1974                         |
| 1976 | Slow Down World                   | — | — | US174 (3 Wo.)US | Erstveröffentlichung: Mai 1976                              |
| 1977 | Donovan                           | DE32 (1 Wo.)DE | — | — | Erstveröffentlichung: August 1977                           |
| 1980 | Neutronica                        | — | — | — | Erstveröffentlichung: August 1980                           |
| 1983 | Love Is Only Feeling              | — | — | — | Erstveröffentlichung: 1983                                  |
| 1984 | Lady of the Stars                 | — | — | — | Erstveröffentlichung: Januar 1984                           |
| 1993 | One Night in Time                 | — | — | — | Erstveröffentlichung: 1993                                  |
| 1996 | Sutras                            | — | — | — | Erstveröffentlichung: 1996                                  |
| 2002 | Pied Piper                        | — | — | — | Erstveröffentlichung: 2002                                  |
| 2004 | Beat Cafe                         | — | — | — | Erstveröffentlichung: 2004                                  |
| 2005 | Brother Sun, Sister Moon          | — | — | — | Erstveröffentlichung: April 2005                            |
| 2010 | Ritual Groove                     | — | — | — | Erstveröffentlichung: Oktober 2010                          |
| 2013 | Shadows of Blue                   | — | — | — | Erstveröffentlichung: 2013                                  |

### Livealben
| Jahr | Titel              | Höchstplatzierung, Gesamtwochen, AuszeichnungChartplatzierungen (Jahr, Titel, Platzierungen, Wochen, Auszeichnungen, Anmerkungen) | Höchstplatzierung, Gesamtwochen, AuszeichnungChartplatzierungen (Jahr, Titel, Platzierungen, Wochen, Auszeichnungen, Anmerkungen) | Anmerkungen                       |
| Jahr | Titel              | DE | US | Anmerkungen                       |
| ---- | ------------------ | --- | --- | --------------------------------- |
| 1968 | Donovan in Concert | DE36 (3 Wo.)DE | US18 (31 Wo.)US | Erstveröffentlichung: August 1968 |

Weitere Livealben
- 1973: Live in Japan: Spring Tour 1973
- 1973: Live in Tokyo '73
- 1990: Rising
- 1992: Live in Concert
- 1998: Donovan in Concert
- 2001: Rising Again
- 2001: Greatest Hits Live: Vancouver 1986

### Kompilationen (Auswahl)
| Jahr | Titel                                 | Höchstplatzierung, Gesamtwochen, AuszeichnungChartplatzierungen (Jahr, Titel, Platzierungen, Wochen, Auszeichnungen, Anmerkungen) | Höchstplatzierung, Gesamtwochen, AuszeichnungChartplatzierungen (Jahr, Titel, Platzierungen, Wochen, Auszeichnungen, Anmerkungen) | Höchstplatzierung, Gesamtwochen, AuszeichnungChartplatzierungen (Jahr, Titel, Platzierungen, Wochen, Auszeichnungen, Anmerkungen) | Anmerkungen                                             |
| Jahr | Titel                                 | DE | UK | US | Anmerkungen                                             |
| ---- | ------------------------------------- | --- | --- | --- | ------------------------------------------------------- |
| 1966 | The Real Donovan                      | — | — | US96 (7 Wo.)US | Erstveröffentlichung: September 1966                    |
| 1967 | Universal Soldier                     | — | UK5 (18 Wo.)UK | — | Erstveröffentlichung: September 1967                    |
| 1968 | Like It Is, Was And Evermore Shall Be | — | — | US177 (4 Wo.)US | Erstveröffentlichung: April 1968                        |
| 1969 | Donovan’s Greatest Hits               | DE39 (1 Wo.)DE | — | US4 Platin · (56 Wo.)US | Erstveröffentlichung: Januar 1969 Verkäufe: + 1.050.000 |
| 1969 | The Best of Donovan                   | — | — | US135 (7 Wo.)US | Erstveröffentlichung: November 1969                     |
| 1970 | Donovan P. Leitch                     | — | — | US128 (8 Wo.)US | Erstveröffentlichung: Oktober 1970                      |
| 2006 | The Best of – Sunshine Superman       | — | UK47 Silber · (4 Wo.)UK | — | Erstveröffentlichung: August 2006 Verkäufe: + 60.000    |

Weitere Kompilationen
- 1989: Greatest Hits and More (UK: Silber)

### Singles
| Jahr | Titel Album                                                 | Höchstplatzierung, Gesamtwochen, AuszeichnungChartplatzierungen (Jahr, Titel, Album, Platzierungen, Wochen, Auszeichnungen, Anmerkungen) | Höchstplatzierung, Gesamtwochen, AuszeichnungChartplatzierungen (Jahr, Titel, Album, Platzierungen, Wochen, Auszeichnungen, Anmerkungen) | Höchstplatzierung, Gesamtwochen, AuszeichnungChartplatzierungen (Jahr, Titel, Album, Platzierungen, Wochen, Auszeichnungen, Anmerkungen) | Höchstplatzierung, Gesamtwochen, AuszeichnungChartplatzierungen (Jahr, Titel, Album, Platzierungen, Wochen, Auszeichnungen, Anmerkungen) | Höchstplatzierung, Gesamtwochen, AuszeichnungChartplatzierungen (Jahr, Titel, Album, Platzierungen, Wochen, Auszeichnungen, Anmerkungen) | Anmerkungen                                                                |
| Jahr | Titel Album                                                 | DE | AT | CH | UK | US | Anmerkungen                                                                |
| ---- | ----------------------------------------------------------- | --- | --- | --- | --- | --- | -------------------------------------------------------------------------- |
| 1965 | Catch the Wind What’s Bin Did and What’s Bin Hid            | — | — | — | UK4 (13 Wo.)UK | US23 (10 Wo.)US | Erstveröffentlichung: 12. März 1965                                        |
| 1965 | Colours Fairytale                                           | — | — | — | UK4 (12 Wo.)UK | US61 (7 Wo.)US | Erstveröffentlichung: 28. Mai 1965                                         |
| 1965 | Universal Soldier –                                         | — | — | — | — | US53 (7 Wo.)US | Erstveröffentlichung: 13. August 1965                                      |
| 1965 | Turquoise The Real Donovan                                  | — | — | — | UK30 (6 Wo.)UK | — | Erstveröffentlichung: 29. Oktober 1965                                     |
| 1966 | Sunshine Superman                                           | DE7 (5 Wo.)DE | — | — | UK2 (11 Wo.)UK | US1 (13 Wo.)US | Erstveröffentlichung: Juli 1966                                            |
| 1966 | Mellow Yellow                                               | DE16 (6 Wo.)DE | AT12 (8 Wo.)AT | — | UK8 (8 Wo.)UK | US2 Gold · (12 Wo.)US | Erstveröffentlichung: Oktober 1966 Verkäufe: + 1.000.000                   |
| 1967 | Epistle to Dippy Donovan’s Greatest Hits                    | — | AT19 (4 Wo.)AT | — | — | US19 (7 Wo.)US | Erstveröffentlichung: März 1967                                            |
| 1967 | There Is a Mountain Donovan’s Greatest Hits                 | — | — | — | UK8 (11 Wo.)UK | US11 (9 Wo.)US | Erstveröffentlichung: September 1967                                       |
| 1967 | Wear Your Love Like Heaven A Gift from a Flower to a Garden | — | — | — | — | US23 (7 Wo.)US | Erstveröffentlichung: Dezember 1967                                        |
| 1968 | Jennifer Juniper The Hurdy Gurdy Man                        | DE13 (5 Wo.)DE | AT10 (12 Wo.)AT | — | UK5 (11 Wo.)UK | US26 (9 Wo.)US | Erstveröffentlichung: 13. Februar 1968                                     |
| 1968 | Hurdy Gurdy Man The Hurdy Gurdy Man                         | DE11 (6 Wo.)DE | AT20 (4 Wo.)AT | CH5 (5 Wo.)CH | UK4 (10 Wo.)UK | US5 (12 Wo.)US | Erstveröffentlichung: 24. Mai 1968                                         |
| 1968 | Lalena Donovan’s Greatest Hits                              | — | — | — | — | US33 (6 Wo.)US | Erstveröffentlichung: Oktober 1968                                         |
| 1968 | Atlantis Barabajagal                                        | DE2 (7 Wo.)DE | AT4 (16 Wo.)AT | CH1 (15 Wo.)CH | UK23 (8 Wo.)UK | US7 (13 Wo.)US | Erstveröffentlichung: 22. November 1968                                    |
| 1969 | To Susan on the West Coast Waiting Barabajagal              | — | — | — | — | US35 (6 Wo.)US | Erstveröffentlichung: 17. Januar 1969                                      |
| 1969 | Goo Goo Barabajagal (Love Is Hot) Barabajagal               | — | AT17 (4 Wo.)AT | — | UK12 (9 Wo.)UK | US36 (7 Wo.)US | Erstveröffentlichung: Juli 1969 mit der Jeff Beck Group                    |
| 1970 | Riki Tiki Tavi Open Road                                    | — | — | — | — | US55 (8 Wo.)US | Erstveröffentlichung: September 1970                                       |
| 1971 | Celia of the Seals HMS Donovan                              | — | — | — | — | US84 (3 Wo.)US | Erstveröffentlichung: Februar 1971                                         |
| 1973 | I Like You Cosmic Wheels                                    | — | AT5 (12 Wo.)AT | — | — | US66 (8 Wo.)US | Erstveröffentlichung: 6. April 1973                                        |
| 1989 | Sunshine Superman 1989 –                                    | — | — | — | UK100 (1 Wo.)UK | — | Erstveröffentlichung: August 1989                                          |
| 2001 | Atlantis 2002 Now… Us!                                      | DE5 Gold · (13 Wo.)DE | AT5 Gold · (14 Wo.)AT | CH16 (12 Wo.)CH | — | — | Erstveröffentlichung: 19. November 2001 Verkäufe: + 270.000; mit No Angels |

grau schraffiert: keine Chartdaten aus diesem Jahr verfügbar
Weitere Singles
- 1973: Maria Magenta
- 1974: Sailing Homeward
- 1974: Rock 'n' Roll with Me
- 1975: Rock and Roll Souljer
- 1975: Salvation Stomp
- 1977: Dare to Be Different
- 1977: The Light
- 1981: Mee Mee, I Love You
- 1981: Neutron
- 1982: Lay Down Lassie
- 1992: Newest Bath Guide
- 1996: Please Don't Bend
- 2009: Cherchez l'erreur
- 2009: Is This the Last Time?
- 2009: Banks O' Doon
- 2010: I Am the Shaman
- 2010: Save the World
- 2010: Christmas Time Is Here Again
- 2013: To Love You
- 2019: Jump in the Line
- 2021: Still Waters
- 2021: Gimme Some a That

## Auszeichnungen für Musikverkäufe
| Goldene Schallplatte - Australien - 1982: für das Album Cosmic Wheels - Kanada - 1979: für das Album Greatest Hits |

Anmerkung: Auszeichnungen in Ländern aus den Charttabellen bzw. Chartboxen sind in ebendiesen zu finden.
| Land/RegionAuszeichnungen für Musikverkäufe (Land/Region, Auszeichnungen, Verkäufe, Quellen) | Silber     | Gold     | Platin  | Verkäufe  | Quellen           |
| -------------------------------------------------------------------------------------------- | ---------- | -------- | ------- | --------- | ----------------- |
| Australien (ARIA)                                                                            | —          | Gold1    | —       | 20.000    | Einzelnachweise   |
| Deutschland (BVMI)                                                                           | —          | Gold1    | —       | 250.000   | musikindustrie.de |
| Kanada (MC)                                                                                  | —          | Gold1    | —       | 50.000    | musiccanada.com   |
| Österreich (IFPI)                                                                            | —          | Gold1    | —       | 20.000    | ifpi.at           |
| Vereinigte Staaten (RIAA)                                                                    | —          | 2× Gold2 | Platin1 | 2.500.000 | riaa.com          |
| Vereinigtes Königreich (BPI)                                                                 | 2× Silber2 | —        | —       | 120.000   | bpi.co.uk         |
| Insgesamt                                                                                    | 2× Silber2 | 6× Gold6 | Platin1 |           |                   |

## Filmografie (Auswahl)
- 1969: So reisen und so lieben wir (If It’s Tuesday, This Must Be Belgium)
- 1972: Bruder Sonne, Schwester Mond (Fratello sole, sorella luna)
- 1972: Der Rattenfänger von Hameln (The Pied Piper)
- 1989: 84 Charlie Mopic (84C MoPic)
- 2000: Futurama (Episode 2x16, Stimme)